# 아리랑 (1954년 영화)
아리랑은 이강천 감독의 1954년작 영화이다. 허장강의 데뷔작이기도 하다.

## 줄거리
북괴군 치하에 들어간 영진의 집 외양간에는 미군 2명이 숨어 있었다. 그 무렵 영진네 집은 정신이상이 된 영진이 탓에 북괴군의 감시를 받던 터여서 영진 아버지가 그 미군들을 고발하려 하는데...
이영화는 1926년에 나운규 선생이 직접 각본/주연/감독을 맡 "아리랑"을 시국에 맞추어 번역/각색한 영화이다.

## 출연
- 허장강
- 김재선
- 변기종
- 조진구

## 제작
- 감독 이강천
- 각본 조진구
- 음악 박시춘